# 清冷浦信号場
清冷浦信号場（チョンニョンポしんごうじょう）または清冷浦駅（チョンニョンポえき）は、大韓民国江原特別自治道寧越郡にある韓国鉄道公社（KORAIL）太白線の信号場である。

## 歴史
- 1978年1月1日：信号場として開業。

## 隣の駅
韓国鉄道公社
太白線
双龍駅 - (淵堂駅) - 清冷浦信号場 - 寧越駅